# Jeff Abbott
Jeff Abbott (ur. 1963) – amerykański autor powieści detektywistycznych, thrillerów i powieści grozy. W swoim dorobku ma dziesięć powieści.
Jego powieści zostały przetłumaczone na piętnaście języków i zostały bestsellerami w USA, Wielkiej Brytanii, Irlandii, Francji, Niemczech, Australii, w Portugalii oraz innych krajach. Głównymi bohaterami jego książek są zwykli ludzie, którzy zostali wplątani w nadzwyczajnie niebezpieczne sytuacje i walczą, by wrócić do normalności.

## Twórczość

### Książki niepowiązane
- Panika (Panic, 2005), wydanie polskie 2007 w tłumaczeniu Pawła Wieczorka[2]
- Strach (Fear, 2006), wydanie polskie 2008 w tłumaczeniu Piotra Maksymowicza[3]
- Zderzenie (Collision lub Run, 2008), wydanie polskie 2009 w tłumaczeniu Wiesława Marcysiaka[4]
- Zaufaj mi (Trust Me, 2009), wydanie polskie 2012 w tłumaczeniu Małgorzaty Małeckiej[5]

## Serie

### Whit Mosley
1. A Kiss Gone Bad (2001)
2. Black Jack Point (2002)
3. Cut and Run (2003)

### Jordan Poteet
1. Do Unto Others (1994)
2. The Only Good Yankee (1995)
3. Promises of Home (1996)
4. Distant Blood (1996)

### Sam Capra
1. Adrenalina (Adrenaline, 2010), wydanie polskie 2012 w tłumaczeniu Jacka Manickiego[6]
2. The Last Minute (2011)
3. Downfall (2013)
4. Inside Man (2014)
5. The First Order (2016)
6. Traitor's Dance (2022)